# Aseraggodes dubius
Aseraggodes dubius är en fiskart som beskrevs av Weber, 1913. Aseraggodes dubius ingår i släktet Aseraggodes och familjen tungefiskar. Inga underarter finns listade i Catalogue of Life.